# Consejo Militar de Transición
El Consejo Militar de Transición es la junta militar que gobierna Chad desde la muerte del presidente Idriss Déby el 20 de abril de 2021. Su líder es Mahamat Déby Itno, hijo de Idriss.

## Formación
El 20 de abril de 2021, el portavoz del Consejo, el general Azem Bermandoa Agouna, anunció su formación. En el mismo día, Mahamat Déby Itno nombró a los catorce militares que, junto a él, componen la junta. En un principio, ostentarán el poder durante 18 meses, tras los cuales se celebrarán elecciones libres.
La creación del gobierno de transición fue criticada por algunos sectores políticos al no cumplir lo dispuesto en la constitución de Chad, que determina que la presidencia interina debería haber sido traspasada al presidente de la Asamblea Nacional, Haroun Kabadi. Sin embargo, Francia, aliado del país, ha defendido la acción debido a los enfrentamientos del gobierno con el grupo rebelde Frente para la Alternancia y la Concordia en Chad (FACT).